# المراز دو دویرو
المراز دو دویرو (به اسپانیایی: Almaraz de Duero) یک شهرستان در اسپانیا است که در کاستیا و لئون واقع شده‌است.

## خصوصیات
المراز دو دویرو ۴۵٫۶۱ کیلومترمربع مساحت و ۴۲۱ نفر جمعیت دارد و ۷۱۰ متر بالاتر از سطح دریا واقع شده‌است.